# Bremerhavens voetbalkampioenschap
Het Bremerhavens voetbalkampioenschap (Duits: Bremerhavener Fußballmeisterschaft) was een regionale voetbalcompetitie uit de stad Bremerhaven en omgeving. De competitie werd in het Duits ook wel Bezirksklasse Unterweser genoemd. 
Op 15 april 1900 werd de Fußballverband an der Unterweser opgericht, voor zover bekend is deze nooit lid geworden van de overkoepelende Duitse voetbalbond. De competitie was voor de stad Bremerhaven en ook voor Lehe en Geestemünde, destijds nog zelfstandige steden. De competitie begon met vier clubs in de eerste klasse en hun reserve-elftallen in de tweede klasse. Nadat in oktober twee clubs zich terugtrokken werd de tweede klasse ontbonden en gingen die teams in de eerste klasse spelen. Na het seizoen 1906 werd de voetbalbond opgeheven en ging deze op in de Noord-Duitse voetbalbond, die nu de competitie verder organiseerde. Enkel in 1907 mocht de kampioen rechtstreeks naar de Noord-Duitse eindronde, vanaf 1908 moest de kampioen eerst tegen de kampioen van Bremen spelen, een wedstrijd die geen enkele keer gewonnen werd. 

## Erelijst
- 1901 FC Bremerhaven-Lehe
- 1902 FC Bremerhaven-Lehe
- 1903 FC Bremerhaven-Lehe
- 1904 FC 1896 Geestemünde
- 1905 FC Bremerhaven-Lehe
- 1906 FC Bremerhaven-Lehe
- 1907 FC Bremerhaven-Lehe
- 1908 FC Bremerhaven-Lehe
- 1909 SC 04 Geestemünde
- 1910 SC 04 Geestemünde
- 1911 FC Bremerhaven-Lehe
- 1912 SC Sparta 01 Bremerhaven
- 1917 Marine SV 1911 Cuxhaven
- 1918 Marine SC Cuxhaven
- 1919 SC 04 Geestemünde
- 1920 SC 04 Geestemünde

## Seizoenen eerste klasse
Van de seizoenen 1900-1903, 1904-1906, 1916/17, 1918/19 zijn enkel de kampioenen bekend. 
| Club                     | /16 | Seizoenen (1900-1912, 1916-1920)           |
| ------------------------ | --- | ------------------------------------------ |
| FC Bremerhaven-Lehe      | 12  | 1900-1912                                  |
| SC 04 Geestemünde        | 9   | 1906-1912, 1917-1920                       |
| SC Sparta 01 Bremerhaven | 7   | 1906-1908, 1909-1912, 1917-1918, 1919-1920 |
| Eintracht Lehe           | 3   | 1903-1904, 1908-1910                       |
| FC an der Unterweser     | 3   | 1903-1904, 1908-1910                       |
| Marine SC Cuxhaven       | 2   | 1916-1918                                  |
| FC 1896 Geestemünde      | 1   | 1903-1904                                  |
| Marine SC Lehe           | 1   | 1917-1918                                  |
| VfB Lehe                 | 1   | 1919-1920                                  |
| SV Cuxhaven              | 1   | 1919-1920                                  |
| TSV Wulsdorf             | 1   | 1919-1920                                  |

1900/01 · 1901/02 · 1902/03 · 1903/04 · 1904/05 · 1905/06 ·  1906/07 · 1907/08 · 1908/09 · 1909/10 · 1910/11 · 1911/12 · 1916/17 · 1917/18 · 1918/19 · 1919/20